# Ondřej Mazuch
Ondřej Mazuch est un footballeur international tchèque, né le 15 mars 1989 à Hodonín (Tchéquie). Il joue actuellement au  FK Mladá Boleslav.

## Biographie
Ondřej Mazuch (né le 15 mars 1989 à Hodonín) est un footballeur tchèque. Il joua  pour le club belge RSC Anderlecht jusqu'en 2011, en prêt d’un club de Série A ACF Fiorentina, club d’Italie.
Transféré par la R.S.C. Anderlecht (à la suite de l'éclosion de Ch. Kouyaté, durant sa convalescence, le reléguant sur le banc) au FC Dnipro.
Après avoir joué à Hodonin, il arrive au FC Brno en 2001. Le 2 juin 2007, après que plusieurs clubs européens se montrèrent très intéressés par ce jeune talent ; clubs dont : la Juventus, l'Inter Milan, Arsenal, Ondřej Mazuch choisit le club italien de l'ACF Fiorentina.
Une partie du transfert de 40 millions de couronnes était une condition pour que Mazuch reste encore 1 an et demi à jouer (comme hôte) au FC Brno. Le Bayer Leverkusen n'a cependant pas respecté le délai de remboursement, et Mazuch a ainsi été vendu à la Fiorentina à l'été 2007. À l'été de 2009, Mazuch est passé de la Fiorentina au R.S.C. Anderlecht sous la forme d’un prêt d’un an. L'accord comprend une option d’achat.
À ses débuts au Stade Constant Vanden Stock, il ne se montre pas très convaincant et fait de grosses erreurs comme face à l'Olympique lyonnais en Ligue des Champions.
Au mois de septembre, il part disputer un tournoi avec l'équipe espoir de République tchèque. Il en revient transfiguré.
Il devient incontournable dans l'axe central, aux côtés du hongrois Roland Juhasz, avec qui il forme la meilleure défense du Royaume. Ils ont même réussi à protéger les buts Anderlechtois durant cinq matchs d'affilée. En Ligue Europa, le duo tient aussi bon: en 8 rencontres, ils n'ont jamais encaissé plus d'un but par match.
Ondrej Mazuch a déjà marqué deux fois lors de la saison 2010-2011: lors du nul face au KAA La Gantoise le 20 septembre (1-1) et lors du déplacement au Racing Genk le 8 novembre (0-2).
Il participe en 2010 à la Coupe du monde des U21.
Lors de son retour en club au début de la saison 2011-2012, il se voit disputer sa place de titulaire au sein de la défense du RSC Anderlecht par le nouveau venu Samuel Firmino de Jesus de telle sorte qu'il ne dispute pas les deux premières rencontres de la saison.
Ensuite celui-ci se blesse, et est remplacé non pas par Samuel Firmino de Jesus (qui se trouve être catastrophique en tant que défenseur central) mais bien par l'éclosion du jeune Kouyaté, le reléguant sur le banc.
Il sera transféré durant le mercato 2011-2012 au FC Dnipro.
Le 26 juillet 2017, il rejoint Hull City.
Le 7 février 2020, il rejoint FK Mladá Boleslav

## L'équipe nationale
À l’âge de 15 ans il joue aussi en équipe de jeunes. Sa plus grande réalisation avec l'équipe nationale a lieu quand il n’a que 17 ans, en 2006, lors de la finale perdue du Championnat d'Europe avec l'équipe tchèque face à la Russie. Il a remporté la médaille d'argent en 2007 lors de la finale de la Coupe du monde des moins de 19 ans que l’équipe tchèque a perdue contre l'Argentine.

## Palmarès
- Champion de Belgique en 2010 avec le RSC Anderlecht.
- Vainqueur de la Supercoupe de Belgique en 2010 avec le RSC Anderlecht.